# 川原站
川原站（：／ Cheonwon yeok */?）是位于韩国全罗北道井邑市笠岩面的一个车站，属于湖南线。

## 历史
- 1945年6月1日 - 落成使用。
- 1950年10月1日 - 车站在朝鲜战争中烧毁。
- 1955年3月1日 - 车站重建。

## 相鄰車站
韓國鐵道公社
湖南線
井邑－川原－蘆嶺